# Episodi di Kraft Television Theatre (seconda stagione)
La seconda stagione della serie televisiva Kraft Television Theatre è stata trasmessa in anteprima negli Stati Uniti d'America dalla NBC tra il 22 settembre 1948 e il 14 settembre 1949.
| nº | Titolo originale                     | Titolo italiano | Prima TV USA      | Prima TV Italia |
| -- | ------------------------------------ | --------------- | ----------------- | --------------- |
| 1  | Her Husband's Wife                   |                 | 22 settembre 1948 |                 |
| 2  | Great Day                            |                 | 29 settembre 1948 |                 |
| 3  | Suppressed Desires                   |                 | 6 ottobre 1948    |                 |
| 4  | The Truth Game                       |                 | 13 ottobre 1948   |                 |
| 5  | Criminal at Large                    |                 | 20 ottobre 1948   |                 |
| 6  | Biography                            |                 | 27 ottobre 1948   |                 |
| 7  | Old Lady Robbins                     |                 | 3 novembre 1948   |                 |
| 8  | The Detour                           |                 | 10 novembre 1948  |                 |
| 9  | The Ivory Door                       |                 | 17 novembre 1948  |                 |
| 10 | Wuthering Heights                    |                 | 24 novembre 1948  |                 |
| 11 | The Dover Road                       |                 | 1º dicembre 1948  |                 |
| 12 | The Flashing Stream                  |                 | 8 dicembre 1948   |                 |
| 13 | The Old Soak                         |                 | 15 dicembre 1948  |                 |
| 14 | Hansel and Gretel                    |                 | 22 dicembre 1948  |                 |
| 15 | Meet the Prince                      |                 | 29 dicembre 1948  |                 |
| 16 | To Catch the Wind                    |                 | 5 gennaio 1949    |                 |
| 17 | Miranda                              |                 | 12 gennaio 1949   |                 |
| 18 | Duet for Two Hands                   |                 | 19 gennaio 1949   |                 |
| 19 | There's Always Juliet                |                 | 26 gennaio 1949   |                 |
| 20 | Her Master's Voice                   |                 | 2 febbraio 1949   |                 |
| 21 | The Gramercy Ghost                   |                 | 9 febbraio 1949   |                 |
| 22 | Room Service                         |                 | 16 febbraio 1949  |                 |
| 23 | The Flying Gerardos                  |                 | 23 febbraio 1949  |                 |
| 24 | Bill of Divorcement                  |                 | 2 marzo 1949      |                 |
| 25 | The Arrival of Kitty                 |                 | 9 marzo 1949      |                 |
| 26 | Consider Lily                        |                 | 16 marzo 1949     |                 |
| 27 | Village Green                        |                 | 23 marzo 1949     |                 |
| 28 | Wicked Is the Vine                   |                 | 30 marzo 1949     |                 |
| 29 | As Husbands Go                       |                 | 6 aprile 1949     |                 |
| 30 | The Miracle of Chickerston           |                 | 13 aprile 1949    |                 |
| 31 | The Whole Town's Talking             |                 | 20 aprile 1949    |                 |
| 32 | Green Stockings                      |                 | 27 aprile 1949    |                 |
| 33 | Adam and Eva                         |                 | 4 maggio 1949     |                 |
| 34 | The Oath of Hippocrates              |                 | 11 maggio 1949    |                 |
| 35 | Big Hearted Herbert                  |                 | 18 maggio 1949    |                 |
| 36 | Autumn Fire                          |                 | 25 maggio 1949    |                 |
| 37 | The Elephant Shepherd                |                 | 1º giugno 1949    |                 |
| 38 | Payment Deferred                     |                 | 8 giugno 1949     |                 |
| 39 | Little Brown Jug                     |                 | 15 giugno 1949    |                 |
| 40 | Pink Strings and Sealing Wax         |                 | 22 giugno 1949    |                 |
| 41 | Baby Mine                            |                 | 29 giugno 1949    |                 |
| 42 | Within the Law                       |                 | 6 luglio 1949     |                 |
| 43 | A Young Man's Fancy                  |                 | 13 luglio 1949    |                 |
| 44 | The Curtain Rises                    |                 | 20 luglio 1949    |                 |
| 45 | Time for Elizabeth                   |                 | 27 luglio 1949    |                 |
| 46 | Heaven and Charing Cross             |                 | 3 agosto 1949     |                 |
| 47 | The Misleading Lady                  |                 | 10 agosto 1949    |                 |
| 48 | Mr. Pim Passes By                    |                 | 17 agosto 1949    |                 |
| 49 | Where the Deer and the Antelope Play |                 | 24 agosto 1949    |                 |
| 50 | Bedelia                              |                 | 31 agosto 1949    |                 |
| 51 | Respectfully Yours                   |                 | 7 settembre 1949  |                 |
| 52 | Little Darling                       |                 | 14 settembre 1949 |                 |